# محمد العطار
محمد عصام غنيم العطار (24 يونيو 1976 -) هو جاسوس مصري-كندي، أدين بالتجسس لصالح دولة إسرائيل .

## حياته
في 20 أبريل 2007، أدين العطار بالتجسس لصالح إسرائيل في قاعة محكمة مصرية، وحُكم عليه بالسجن لمدة خمسة عشر عامًا، دون حق الاستئناف. اتُهم بتلقي أموال مقابل التجسس على المصريين والعرب في كلاً من تركيا وكندا. يزعم أنه قام بتجنيد العديد من العملاء الجدد في كندا، مستهدفًا المثليين وأولئك الذين كان يعرف أنهم يعانون من مشاكل مالية داخل المجتمعات العربية. استخدم منصبه في البنك التجاري الإمبراطوري الكندي لتحديد المجندين المحتملين. وقد وجهت إليه اتهامات مشتركة مع ثلاثة إسرائيليين، الذين أدينوا غيابيًا وحُكم عليهم أيضًا بالسجن لمدة خمسة عشر عامًا.
وتزعم إحدى نصوص الاستجواب أن العطار أخبر المحققين أنه مثلي الجنس وأنه تزوج وتطلق أربع مرات على الأقل بعد وصوله إلى كندا في عام 2002، وأنه حصل على 500 دولار مقابل كل تقرير تجسس قدمه عن الجالية العربية في تورنتو. وبحسب النص المكتوب ، ذهب العطار إلى السفارة الإسرائيلية في أنقرة وطلب وظيفة، ونصحه الإسرائيليون باعتناق المسيحية ونقلوه إلى كندا. قدمه إلى الزعماء الكاثوليك في تركيا الذين علموه الدين المسيحي. وجاء في النص أن العطار استشهد باعتناقه المسيحية وحقيقة أنه مثلي الجنس، عند التقدم بطلب إلى الأمم المتحدة للحصول على وضع لاجئ قادم من مصر.
وبحسب محاميه، فقد صدرت توجيهات للعطار بتركيز جهوده على العرب الذين تقع دولهم الأصلية على حدود إسرائيل، أي السوريين والأردنيين واللبنانيين والمصريين والفلسطينيين. وأضاف المحامي أن العطار سافر إلى القاهرة في الأول من يناير/كانون الثاني 2007 بناء على طلب من مشغليه الذين طلبوا منه التصالح مع عائلته. ومن هناك كان من المفترض أن يسافر إلى إسرائيل. وعندما تم القبض عليه، أصيب العطار بصدمة بسبب كمية المعلومات التي جمعتها السلطات المصرية، وشعر أنه من الأفضل أن يعترف.
وفي وقت لاحق ، ادعى العطار أنه لم يعترف إلا بعد أيام من التعذيب. قال إنه أجبر على شرب بوله ، وصعق بالكهرباء ، وأن عائلته في مصر تعرضت للتهديد. خلال محاكمته ، جاءت معظم الأدلة من اعترافه ، الذي وقع عليه بعد أن أمضى ثلاثة أسابيع على الأقل في الحبس الانفرادي ، دون مساعدة قنصلية ولا محام. أطلق سراح العطار من السجن عام 2022.